# Antonio Greppi
Antonio Greppi (Angera, 26 giugno 1894 – Milano, 22 ottobre 1982) è stato un politico, scrittore e commediografo italiano, e il primo sindaco di Milano dopo la Liberazione.

## Biografia
Combattente nella prima guerra mondiale, nel 1919 si iscrive al Partito Socialista Italiano e durante gli anni del regime fascista viene a più riprese arrestato per la sua attività di antifascista.

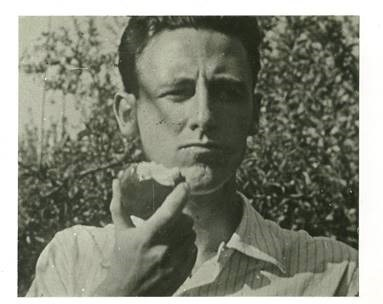
Il figlio di Antonio Greppi, Mario

Nel luglio del 1943 partecipa alla fondazione del Comitato di Liberazione Nazionale Alta Italia e dopo l'armistizio prende parte attiva alla Resistenza nell'VIII Brigata Matteotti. Si ricorda di lui il figlio Mario, caduto da partigiano in via San Michele del Carso a Milano, ucciso disarmato dalla milizia fascista, il 23 agosto 1944.
Dopo la Liberazione viene designato dal CLN alla carica di sindaco di Milano, ruolo che manterrà fino al 25 giugno 1951. Nel corso del suo mandato, si adoperò attivamente per mantenere l'unità municipale sia fra i socialisti che più in generale fra le forze antifasciste, entrambe minacciate dai cambiamenti politici nazionali: vi riuscì fino al 1949, quando i contrasti divennero insanabili ed egli stesso dovette uscire dal suo storico partito per aderire al Partito Socialista Unitario che confluì poi nel PSDI, mentre la giunta di Milano virava sul modello della maggioranza centrista al governo a Roma. Il suo posizionamento comunque troppo progressista gli costò la rielezione dopo la tornata elettorale del 1951.
Concluso il mandato di sindaco, nel 1953 si oppose attivamente alla legge truffa, tanto che la direzione nazionale del PSDI lo espulse. Dopo una breve esperienza in Unità Popolare, Greppi tornò alla casa madre del PSI e, nel 1958, venne eletto deputato, mantenendo l'incarico fino al 1968.

## Opere
Scrittore e autore teatrale, Greppi è ricordato per i suoi romanzi
- L'araba fenice,
- Vita e passione di avvocato,
- Il bravo ragazzo,
- Infanzia sul lago,
- I poveri fanno la storia,
- Le trombe degli angeli

inoltre un diario sulla ricostruzione del primo dopoguerra
- Risorgeva Milano

e per le proprie creazioni teatrali
- Passeggiate
- L'avvocato dei poveri.
- Novant'anni di socialismo. Scritti scelti a cura di Jacopo Perazzoli, Milano, 2012
- Dieci vite in una sola. Due voci per una biografia Autobiografia rimasta inedita, a cura di Bianca Dal Molin, Milano 2012